# La Cañada, Xonacatlan
La Cañada är en ort i Mexiko.   Den ligger i kommunen Xonacatlán och delstaten Mexiko, i den sydöstra delen av landet, 40 km väster om huvudstaden Mexico City. La Cañada ligger 2 732 meter över havet och antalet invånare är 263.
Terrängen runt La Cañada är kuperad åt nordost, men åt sydväst är den platt. Runt La Cañada är det tätbefolkat, med 570 invånare per kvadratkilometer. Närmaste större samhälle är Huixquilucan, 16,8 km sydost om La Cañada. I omgivningarna runt La Cañada växer huvudsakligen savannskog.